# Liste des lignes de car des Côtes-d'Armor
Le Conseil régional de Bretagne est actuellement l'autorité organisatrice des transports interurbains dans le département des Côtes-d'Armor. L'ancien réseau départemental Ti'Bus est intégré depuis 2018 au réseau régional BreizhGo et dessert les grandes et moyennes villes du département, ainsi que les plus petites communes situées sur les axes de ces lignes. La Région administre également de nombreuses lignes scolaires qui desservent pratiquement toutes les communes du département.
Le principal exploitant du réseau interubain est la Compagnie Armoricaine des Transports des Côtes-d'Armor (CAT 22), filiale du groupe Transdev. Toutes les lignes interurbaines sont actuellement exploitées par la CAT 22, qui fait sous-traiter certains horaires de quelques lignes à d'autres entreprises locales. La CAT 22 est l'exploitant principal du réseau interurbain depuis sa création dans les années 1930. Les précedents contrats ce faisaient via des appels d'offres renouvelables tous les sept ans pour l'ensemble des lignes du réseau. La date limite du prochain appel d'offres sera le 31 août 2024 et aura la particularité de séparer les lignes du réseau. Ainsi, les autres entreprises de transport en commun du département ayant des plus petits financement pourront également ce positionner plus facilement.
Les lignes scolaires sont, elles, exploitées par toutes les entreprises de transport en commun du département des Côtes-d'Armor via des appels d'offres annuelles.

## Présentation du réseau interurbain
Le réseau interurbain a pris son organisation actuelle à la suite de la restructuration du 1er août 2016, en lien avec une modernisation du réseau Ti'Bus. Depuis le 1er septembre 2017 et à la suite de la loi NOTRe, le réseau est géré par le Conseil régional de Bretagne, la loi transférant la compétence départementale en matière de transport en commun aux régions. En septembre 2018, le réseau Ti'Bus est fusionné au sein du réseau régional unique BreizhGo.

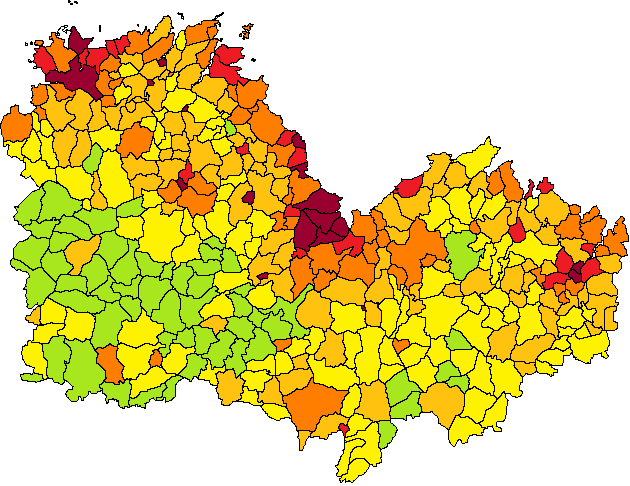
Département des Côtes-d'Armor en fonction de la densité de population.

Le réseau interurbain des Côtes-d'Armor dessert la plupart des villes du département. Celui-ci dispose d'un total de 24 lignes actuellement exploitées par la Compagnie Armoricaine des Transports des Côtes-d'Armor (CAT 22), filiale du groupe Transdev. Les lignes sont divisées sur trois secteurs en fonction de la densité de population :
- secteur de Saint-Brieuc : lignes 1 à 9 ;
- secteur de Dinan : lignes 10 à 19 ;
- secteur de Lannion-Guingamp-Paimpol : lignes 20 à 29.

La pluparts de ces lignes de chaques secteur sont ditent « en étoile », soit leurs points de départ est la ville principale vers une communes moins dense. Deux lignes sortent du lot : la ligne 20 de Carhaix-Plouguer à Loudéac et la ligne 31 de Lamballe à Saint-Cast-le-Guildo.
La CAT 22 fait sous-traiter certains horaires de quelques lignes à d'autres entreprises locales : Rouillard pour les lignes 6, 8 et 23, Keolis-Armor pour la ligne 17, la CAT 29 pour la ligne 20, et la CAT 35 pour les lignes 10 et 19.

### Secteur de Saint-Brieuc
Le secteur de Saint-Brieuc comprend sept lignes numérotées de 1 à 6, plus la ligne 8. La ligne 7 étant une ancienne ligne du réseau, faisant désormait partie du réseau urbain/périurbain TUB.
La ligne 31 est ajoutée dans cette section pour plus de praticité.
| Ligne | Caractéristiques | Caractéristiques                                                                                  | Caractéristiques                                                                                  | Caractéristiques                                                                                  | Caractéristiques                                                                                  | Caractéristiques                                                                                  | Caractéristiques                                                                                  | Caractéristiques                                                                                  | Caractéristiques                                                                                  |
| 1     | Saint-Brieuc — Gare Routière ⥋ Paimpol — Gare SNCF | Saint-Brieuc — Gare Routière ⥋ Paimpol — Gare SNCF                                                | Saint-Brieuc — Gare Routière ⥋ Paimpol — Gare SNCF                                                | Saint-Brieuc — Gare Routière ⥋ Paimpol — Gare SNCF                                                | Saint-Brieuc — Gare Routière ⥋ Paimpol — Gare SNCF                                                | Saint-Brieuc — Gare Routière ⥋ Paimpol — Gare SNCF                                                | Saint-Brieuc — Gare Routière ⥋ Paimpol — Gare SNCF                                                | Saint-Brieuc — Gare Routière ⥋ Paimpol — Gare SNCF                                                | Saint-Brieuc — Gare Routière ⥋ Paimpol — Gare SNCF                                                |
| ----- | --- | ------------------------------------------------------------------------------------------------- | ------------------------------------------------------------------------------------------------- | ------------------------------------------------------------------------------------------------- | ------------------------------------------------------------------------------------------------- | ------------------------------------------------------------------------------------------------- | ------------------------------------------------------------------------------------------------- | ------------------------------------------------------------------------------------------------- | ------------------------------------------------------------------------------------------------- |
| 1     | Ouverture / Fermeture 29 août 2016 / — | Longueur 53 km                                                                                    | Durée 1h20 min                                                                                    | Nb. d’arrêts 19 à 37 (+ 20 scolaire)                                                              | Matériel Crossway LE Crossway                                                                     | Jours de fonctionnement L, Ma, Me, J, V, S, D                                                     | Jour / Soir / Nuit / Fêtes O / O / N / O                                                          | Voy. / an —                                                                                       | Exploitant CAT 22                                                                                 |
| 1     | Desserte : - Villes desservis : Saint-Brieuc, Plérin, Pordic, Binic-Étables-sur-Mer, Saint-Quay-Portrieux, Plourhan, Tréveneuc, Plouha, Lanloup, Plouézec, Paimpol. - Gares desservies : Gare de Saint-Brieuc, Gare de Paimpol. |                                                                                                   |                                                                                                   |                                                                                                   |                                                                                                   |                                                                                                   |                                                                                                   |                                                                                                   |                                                                                                   |
| 1     | Autre : - Arrêts non accessibles aux PMR : - Amplitudes horaires : les arrêts scolaires sont desservis qu'à la sortie des écoles. La ville de Plourhan n'est desservie qu'à certains horaires, tout comme les arrêts Saint-Quay-Portrieux Le Ponto, Le Port et La Poste ainsi que Lanloup Église, Plouézec Bréhec Plage et Le Questel. Certains départs et terminus se font à l'arrêt Saint-Quay-Portrieux Place St-Roch. - Particularités : - Intermodalité : lignes C et 10 des TUB en correspondance. - Tarification : la lignes passant l'agglomération briochine, la vente de ticket TUB ce fait alors dans cette section (St-Brieuc à Tréveneuc). - Date de dernière mise à jour : 13 octobre 2024. |                                                                                                   |                                                                                                   |                                                                                                   |                                                                                                   |                                                                                                   |                                                                                                   |                                                                                                   |                                                                                                   |
| 1     | Dernière actualisation : — |                                                                                                   |                                                                                                   |                                                                                                   |                                                                                                   |                                                                                                   |                                                                                                   |                                                                                                   |                                                                                                   |
| 2     | Saint-Brieuc — Gare Routière ⥋ Plévenon — Bourg / Saint-Cast-le-Guildo — Office de tourisme (été) | Saint-Brieuc — Gare Routière ⥋ Plévenon — Bourg / Saint-Cast-le-Guildo — Office de tourisme (été) | Saint-Brieuc — Gare Routière ⥋ Plévenon — Bourg / Saint-Cast-le-Guildo — Office de tourisme (été) | Saint-Brieuc — Gare Routière ⥋ Plévenon — Bourg / Saint-Cast-le-Guildo — Office de tourisme (été) | Saint-Brieuc — Gare Routière ⥋ Plévenon — Bourg / Saint-Cast-le-Guildo — Office de tourisme (été) | Saint-Brieuc — Gare Routière ⥋ Plévenon — Bourg / Saint-Cast-le-Guildo — Office de tourisme (été) | Saint-Brieuc — Gare Routière ⥋ Plévenon — Bourg / Saint-Cast-le-Guildo — Office de tourisme (été) | Saint-Brieuc — Gare Routière ⥋ Plévenon — Bourg / Saint-Cast-le-Guildo — Office de tourisme (été) | Saint-Brieuc — Gare Routière ⥋ Plévenon — Bourg / Saint-Cast-le-Guildo — Office de tourisme (été) |
| 2     | Ouverture / Fermeture 29 août 2016 / — | Longueur 53 km                                                                                    | Durée 1h08 à 1h23 min                                                                             | Nb. d’arrêts 14 à 31 (+ 2 scolaire)                                                               | Matériel Crossway LE Crossway                                                                     | Jours de fonctionnement L, Ma, Me, J, V, S, D                                                     | Jour / Soir / Nuit / Fêtes O / O / N / O                                                          | Voy. / an —                                                                                       | Exploitant CAT 22                                                                                 |
| 2     | Desserte : - Villes desservis à l'année : Saint-Brieuc, Langueux, Hillion, Morieux, Planguenoual, Saint-Alban, Pléneuf-Val-André, Erquy, Plurien, Fréhel, Plévenon. - Villes desservis en plus l'été : Sables-d'Or-les-Pins, Pléboulle, Matignon, Saint-Cast-le-Guildo - Gares desservies : Gare de Saint-Brieuc. |                                                                                                   |                                                                                                   |                                                                                                   |                                                                                                   |                                                                                                   |                                                                                                   |                                                                                                   |                                                                                                   |
| 2     | Autre : - Arrêts non accessibles aux PMR : - Amplitudes horaires : les arrêts scolaires sont desservis qu'à la sortie des écoles. Les villes de Plurien, Frehel et Plévenon ne sont desservies qu'à certains horaires. Certains départ et terminus se font aux arrêts Pléneuf-Val-André Lourmel et Erquy Les Jeannettes. - Particularités : - Intermodalité : lignes B, 20 et 30 des TUB en correspondance. - Tarification : la lignes passant l'agglomération briochine, la vente de ticket TUB ce fait alors dans cette section (St-Brieuc à Hillion). - Date de dernière mise à jour : 13 octobre 2024.                                                                                                |                                                                                                   |                                                                                                   |                                                                                                   |                                                                                                   |                                                                                                   |                                                                                                   |                                                                                                   |                                                                                                   |
| 2     | Dernière actualisation : — |                                                                                                   |                                                                                                   |                                                                                                   |                                                                                                   |                                                                                                   |                                                                                                   |                                                                                                   |                                                                                                   |
| 3     | Saint-Brieuc — Gare Routière ⥋ Lamballe — Gare SNCF | Saint-Brieuc — Gare Routière ⥋ Lamballe — Gare SNCF                                               | Saint-Brieuc — Gare Routière ⥋ Lamballe — Gare SNCF                                               | Saint-Brieuc — Gare Routière ⥋ Lamballe — Gare SNCF                                               | Saint-Brieuc — Gare Routière ⥋ Lamballe — Gare SNCF                                               | Saint-Brieuc — Gare Routière ⥋ Lamballe — Gare SNCF                                               | Saint-Brieuc — Gare Routière ⥋ Lamballe — Gare SNCF                                               | Saint-Brieuc — Gare Routière ⥋ Lamballe — Gare SNCF                                               | Saint-Brieuc — Gare Routière ⥋ Lamballe — Gare SNCF                                               |
| 3     | Ouverture / Fermeture 29 août 2016 / — | Longueur —                                                                                        | Durée —                                                                                           | Nb. d’arrêts —                                                                                    | Matériel Crossway                                                                                 | Jours de fonctionnement L, Ma, Me, J, V, S                                                        | Jour / Soir / Nuit / Fêtes O / N / N / N                                                          | Voy. / an —                                                                                       | Exploitant CAT 22                                                                                 |
| 3     | Desserte : - Ville et lieux desservis : Saint-Brieuc, Langueux, Yffiniac, Hillion, Pommeret, Coëtmieux, Andel, Lamballe. - Gares desservies : Gare de Saint-Brieuc, Gare de Lamballe. |                                                                                                   |                                                                                                   |                                                                                                   |                                                                                                   |                                                                                                   |                                                                                                   |                                                                                                   |                                                                                                   |
| 3     | Autre : - Arrêts accessibles aux PMR : - Amplitudes horaires : la ligne fonctionne uniquement en période scolaire (hors vacances). - Particularités : - Intermodalité : lignes B, 20 et 30 des TUB en correspondance. - Tarification : la lignes passant l'agglomération briochine, la vente de ticket TUB ce fait alors dans cette section (St-Brieuc à Hillion/Yffiniac). - Date de dernière mise à jour : 13 octobre 2024. |                                                                                                   |                                                                                                   |                                                                                                   |                                                                                                   |                                                                                                   |                                                                                                   |                                                                                                   |                                                                                                   |
| 3     | Dernière actualisation : — |                                                                                                   |                                                                                                   |                                                                                                   |                                                                                                   |                                                                                                   |                                                                                                   |                                                                                                   |                                                                                                   |
| 4     | Saint-Brieuc — Gare Routière ⥋ Paimpol — Gare SNCF | Saint-Brieuc — Gare Routière ⥋ Paimpol — Gare SNCF                                                | Saint-Brieuc — Gare Routière ⥋ Paimpol — Gare SNCF                                                | Saint-Brieuc — Gare Routière ⥋ Paimpol — Gare SNCF                                                | Saint-Brieuc — Gare Routière ⥋ Paimpol — Gare SNCF                                                | Saint-Brieuc — Gare Routière ⥋ Paimpol — Gare SNCF                                                | Saint-Brieuc — Gare Routière ⥋ Paimpol — Gare SNCF                                                | Saint-Brieuc — Gare Routière ⥋ Paimpol — Gare SNCF                                                | Saint-Brieuc — Gare Routière ⥋ Paimpol — Gare SNCF                                                |
| 4     | Ouverture / Fermeture 29 août 2016 / — | Longueur —                                                                                        | Durée —                                                                                           | Nb. d’arrêts —                                                                                    | Matériel Crossway                                                                                 | Jours de fonctionnement L, Ma, Me, J, V, S                                                        | Jour / Soir / Nuit / Fêtes O / N / N / N                                                          | Voy. / an —                                                                                       | Exploitant CAT 22                                                                                 |
| 4     | Desserte : - Ville et lieux desservis : Saint-Brieuc, Plérin, Tréméloir, Trégomeur, Plélo, Tréguidel, Tressignaux, Lanvollon, Pléhédel, Paimpol. - Gares desservies : Gare de Saint-Brieuc, Gare de Paimpol. |                                                                                                   |                                                                                                   |                                                                                                   |                                                                                                   |                                                                                                   |                                                                                                   |                                                                                                   |                                                                                                   |
| 4     | Autre : - Arrêts accessibles aux PMR : - Amplitudes horaires : - Particularités : - Intermodalité : lignes C, 10 et 40 des TUB en correspondance. - Tarification : la lignes passant l'agglomération briochine, la vente de ticket TUB ce fait alors dans cette section (St-Brieuc à Tréméloir). - Date de dernière mise à jour : 13 octobre 2024. |                                                                                                   |                                                                                                   |                                                                                                   |                                                                                                   |                                                                                                   |                                                                                                   |                                                                                                   |                                                                                                   |
| 4     | Dernière actualisation : — |                                                                                                   |                                                                                                   |                                                                                                   |                                                                                                   |                                                                                                   |                                                                                                   |                                                                                                   |                                                                                                   |
| 5     | Saint-Brieuc — Gare Routière ⥋ Rostrenen — Bourg | Saint-Brieuc — Gare Routière ⥋ Rostrenen — Bourg                                                  | Saint-Brieuc — Gare Routière ⥋ Rostrenen — Bourg                                                  | Saint-Brieuc — Gare Routière ⥋ Rostrenen — Bourg                                                  | Saint-Brieuc — Gare Routière ⥋ Rostrenen — Bourg                                                  | Saint-Brieuc — Gare Routière ⥋ Rostrenen — Bourg                                                  | Saint-Brieuc — Gare Routière ⥋ Rostrenen — Bourg                                                  | Saint-Brieuc — Gare Routière ⥋ Rostrenen — Bourg                                                  | Saint-Brieuc — Gare Routière ⥋ Rostrenen — Bourg                                                  |
| 5     | Ouverture / Fermeture 29 août 2016 / — | Longueur —                                                                                        | Durée —                                                                                           | Nb. d’arrêts —                                                                                    | Matériel Crossway                                                                                 | Jours de fonctionnement L, Ma, Me, J, V, S, D                                                     | Jour / Soir / Nuit / Fêtes O / N / N / N                                                          | Voy. / an —                                                                                       | Exploitant CAT 22                                                                                 |
| 5     | Desserte : - Ville et lieux desservis : Saint-Brieuc, Ploufragan, Saint-Julien, Plaintel, Saint-Brandan, Quintin, La Harmoye, Le Haut-Corlay, Corlay, Canihuel, Saint-Nicolas-du-Pelem, Plounévez-Quintin, Rostrenen. - Gares desservies : Gare de Saint-Brieuc. |                                                                                                   |                                                                                                   |                                                                                                   |                                                                                                   |                                                                                                   |                                                                                                   |                                                                                                   |                                                                                                   |
| 5     | Autre : - Arrêts accessibles aux PMR : - Amplitudes horaires : - Particularités : - Intermodalité : lignes B, 50 et 120 des TUB en correspondance. - Tarification : la lignes passant l'agglomération briochine, la vente de ticket TUB ce fait alors dans cette section (St-Brieuc à La Harmoye). - Date de dernière mise à jour : 13 octobre 2024. |                                                                                                   |                                                                                                   |                                                                                                   |                                                                                                   |                                                                                                   |                                                                                                   |                                                                                                   |                                                                                                   |
| 5     | Dernière actualisation : — |                                                                                                   |                                                                                                   |                                                                                                   |                                                                                                   |                                                                                                   |                                                                                                   |                                                                                                   |                                                                                                   |
| 6     | Saint-Brieuc — Gare Routière ⥋ Lannion — Gare SNCF | Saint-Brieuc — Gare Routière ⥋ Lannion — Gare SNCF                                                | Saint-Brieuc — Gare Routière ⥋ Lannion — Gare SNCF                                                | Saint-Brieuc — Gare Routière ⥋ Lannion — Gare SNCF                                                | Saint-Brieuc — Gare Routière ⥋ Lannion — Gare SNCF                                                | Saint-Brieuc — Gare Routière ⥋ Lannion — Gare SNCF                                                | Saint-Brieuc — Gare Routière ⥋ Lannion — Gare SNCF                                                | Saint-Brieuc — Gare Routière ⥋ Lannion — Gare SNCF                                                | Saint-Brieuc — Gare Routière ⥋ Lannion — Gare SNCF                                                |
| 6     | Ouverture / Fermeture 29 août 2016 / — | Longueur —                                                                                        | Durée —                                                                                           | Nb. d’arrêts —                                                                                    | Matériel Crossway                                                                                 | Jours de fonctionnement L, Ma, Me, J, V, S                                                        | Jour / Soir / Nuit / Fêtes O / N / N / N                                                          | Voy. / an —                                                                                       | Exploitants CAT 22 Rouillard                                                                      |
| 6     | Desserte : - Ville et lieux desservis : Saint-Brieuc, Trémuson, Plerneuf, Plouvara, Plélo, Chatelaudren, Plouagat, Saint-Jean-Kerdaniel, Boqueho, Cohiniac, Guingamp, Grâces, Plouisy, Tréglamus, Pedernec, Bégard, Pluzunet, Prat, Cavan, Caouënnec-Lanvézéac, Lannion. - Gares desservies : Gare de Saint-Brieuc, Gare de Guingamp, Gare de Lannion. |                                                                                                   |                                                                                                   |                                                                                                   |                                                                                                   |                                                                                                   |                                                                                                   |                                                                                                   |                                                                                                   |
| 6     | Autre : - Arrêts accessibles aux PMR : - Amplitudes horaires : - Particularités : - Intermodalité : lignes 60 des TUB en correspondance. - Tarification : la lignes passant l'agglomération briochine, la vente de ticket TUB ce fait alors dans cette section (St-Brieuc à Tréméloir). - Date de dernière mise à jour : 13 octobre 2024. |                                                                                                   |                                                                                                   |                                                                                                   |                                                                                                   |                                                                                                   |                                                                                                   |                                                                                                   |                                                                                                   |
| 6     | Dernière actualisation : — |                                                                                                   |                                                                                                   |                                                                                                   |                                                                                                   |                                                                                                   |                                                                                                   |                                                                                                   |                                                                                                   |
| 8     | Saint-Brieuc — Gare Routière ⥋ Merdrignac — Mairie | Saint-Brieuc — Gare Routière ⥋ Merdrignac — Mairie                                                | Saint-Brieuc — Gare Routière ⥋ Merdrignac — Mairie                                                | Saint-Brieuc — Gare Routière ⥋ Merdrignac — Mairie                                                | Saint-Brieuc — Gare Routière ⥋ Merdrignac — Mairie                                                | Saint-Brieuc — Gare Routière ⥋ Merdrignac — Mairie                                                | Saint-Brieuc — Gare Routière ⥋ Merdrignac — Mairie                                                | Saint-Brieuc — Gare Routière ⥋ Merdrignac — Mairie                                                | Saint-Brieuc — Gare Routière ⥋ Merdrignac — Mairie                                                |
| 8     | Ouverture / Fermeture 29 août 2016 / — | Longueur —                                                                                        | Durée —                                                                                           | Nb. d’arrêts —                                                                                    | Matériel Crossway                                                                                 | Jours de fonctionnement L, Ma, Me, J, V, S                                                        | Jour / Soir / Nuit / Fêtes O / N / N / N                                                          | Voy. / an —                                                                                       | Exploitants CAT 22 Rouillard                                                                      |
| 8     | Desserte : - Ville et lieux desservis : Saint-Brieuc, Trégueux, Langueux, Yffiniac, Plédran, Quessoy, Hénon, Moncontour, Bréhand, Trédaniel, Collinée, Saint-Jacut-du-Mené, Saint-Vran, Merdrignac. - Gares desservies : Gare de Saint-Brieuc. |                                                                                                   |                                                                                                   |                                                                                                   |                                                                                                   |                                                                                                   |                                                                                                   |                                                                                                   |                                                                                                   |
| 8     | Autre : - Arrêts accessibles aux PMR : - Amplitudes horaires : certains horaires et arrêts ce font en TAD. - Particularités : - Intermodalité : lignes 20, 30, 70 et 80 des TUB en correspondance. - Tarification : la lignes passant l'agglomération briochine, la vente de ticket TUB ce fait alors dans cette section (St-Brieuc à Plédran). - Date de dernière mise à jour : 13 octobre 2024. |                                                                                                   |                                                                                                   |                                                                                                   |                                                                                                   |                                                                                                   |                                                                                                   |                                                                                                   |                                                                                                   |
| 8     | Dernière actualisation : — |                                                                                                   |                                                                                                   |                                                                                                   |                                                                                                   |                                                                                                   |                                                                                                   |                                                                                                   |                                                                                                   |
| 31    | Lamballe — Gare Routière ⥋ Plancoët ↔ Saint-Cast-le-Guildo | Lamballe — Gare Routière ⥋ Plancoët ↔ Saint-Cast-le-Guildo                                        | Lamballe — Gare Routière ⥋ Plancoët ↔ Saint-Cast-le-Guildo                                        | Lamballe — Gare Routière ⥋ Plancoët ↔ Saint-Cast-le-Guildo                                        | Lamballe — Gare Routière ⥋ Plancoët ↔ Saint-Cast-le-Guildo                                        | Lamballe — Gare Routière ⥋ Plancoët ↔ Saint-Cast-le-Guildo                                        | Lamballe — Gare Routière ⥋ Plancoët ↔ Saint-Cast-le-Guildo                                        | Lamballe — Gare Routière ⥋ Plancoët ↔ Saint-Cast-le-Guildo                                        | Lamballe — Gare Routière ⥋ Plancoët ↔ Saint-Cast-le-Guildo                                        |
| 31    | Ouverture / Fermeture 29 août 2016 / — | Longueur 29 km                                                                                    | Durée 45min à 1h17 min                                                                            | Nb. d’arrêts 23 (+ 20 scolaire)                                                                   | Matériel Crossway                                                                                 | Jours de fonctionnement L, Ma, Me, J, V, S                                                        | Jour / Soir / Nuit / Fêtes O / N / N / N                                                          | Voy. / an —                                                                                       | Exploitant CAT 22                                                                                 |
| 31    | Desserte : - Ville et lieux desservis : Lamballe, Saint-Aaron, Quintenic, Henansal, Saint-Denoual, Henanbihen, Ruca, Saint-Potan, Landebia, Pluduno, Plancoët, Créhen, Matignon, Saint-Cast-le-Guildo - Gares desservies : Gare de Lamballe. |                                                                                                   |                                                                                                   |                                                                                                   |                                                                                                   |                                                                                                   |                                                                                                   |                                                                                                   |                                                                                                   |
| 31    | Autre : - Arrêts accessibles aux PMR : - Amplitudes horaires : - Particularités : - Date de dernière mise à jour : 13 octobre 2024. |                                                                                                   |                                                                                                   |                                                                                                   |                                                                                                   |                                                                                                   |                                                                                                   |                                                                                                   |                                                                                                   |
| 31    | Dernière actualisation : — |                                                                                                   |                                                                                                   |                                                                                                   |                                                                                                   |                                                                                                   |                                                                                                   |                                                                                                   |                                                                                                   |

### De 1990 à 2005 : réseau La route des cars

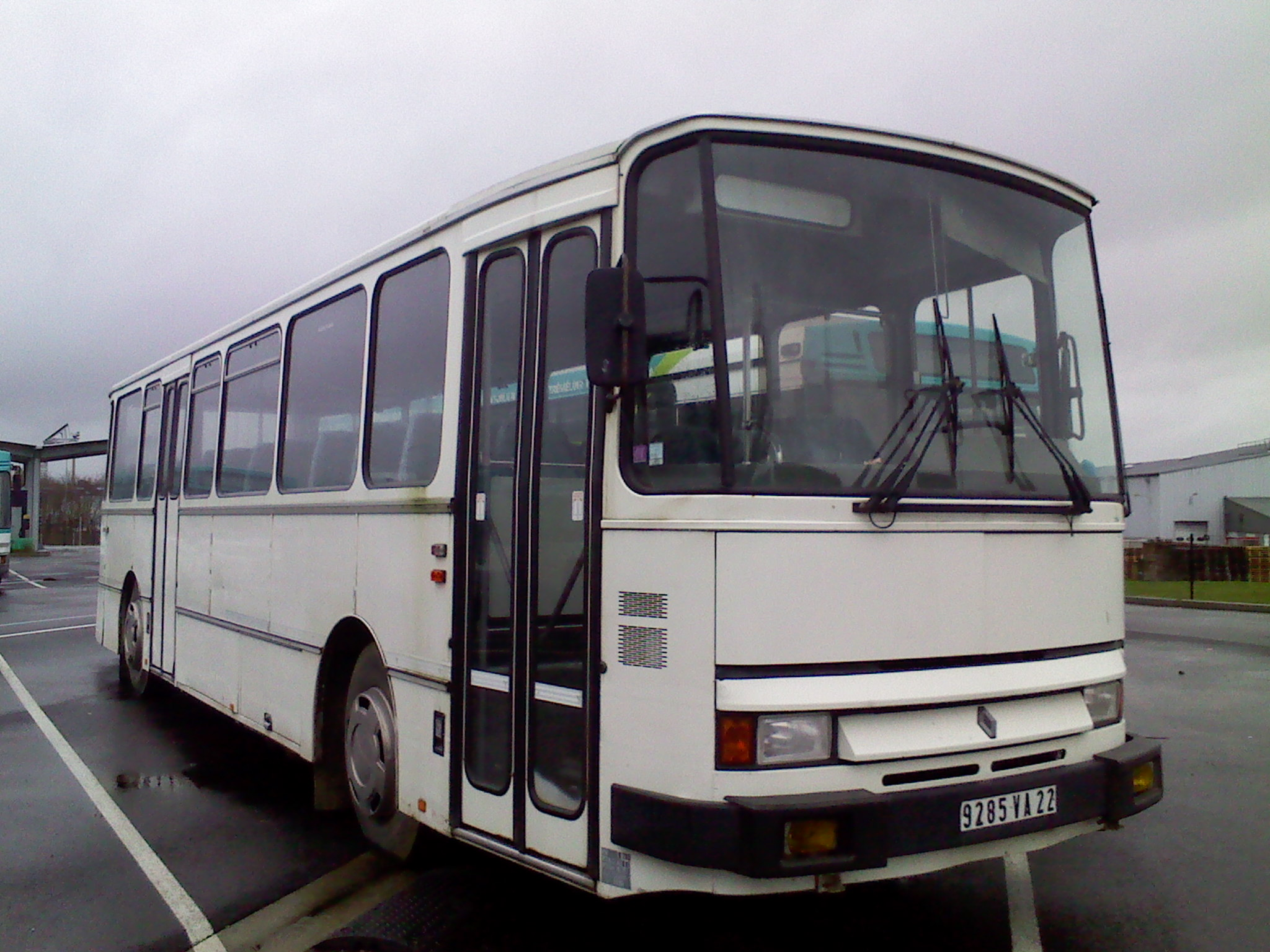
Un Renault S 53 RX du réseau La route des cars.

### Secteur de Dinan
Le secteur de Dinan comprend neuf lignes numérotées de 10 à 19.
| Ligne | Caractéristiques | Caractéristiques                                       | Caractéristiques                                       | Caractéristiques                                       | Caractéristiques                                       | Caractéristiques                                       | Caractéristiques                                       | Caractéristiques                                       | Caractéristiques                                       |
| 10    | Dinan — Gare Routière ⥋ Saint-Malo — Gare SNCF | Dinan — Gare Routière ⥋ Saint-Malo — Gare SNCF         | Dinan — Gare Routière ⥋ Saint-Malo — Gare SNCF         | Dinan — Gare Routière ⥋ Saint-Malo — Gare SNCF         | Dinan — Gare Routière ⥋ Saint-Malo — Gare SNCF         | Dinan — Gare Routière ⥋ Saint-Malo — Gare SNCF         | Dinan — Gare Routière ⥋ Saint-Malo — Gare SNCF         | Dinan — Gare Routière ⥋ Saint-Malo — Gare SNCF         | Dinan — Gare Routière ⥋ Saint-Malo — Gare SNCF         |
| ----- | --- | ------------------------------------------------------ | ------------------------------------------------------ | ------------------------------------------------------ | ------------------------------------------------------ | ------------------------------------------------------ | ------------------------------------------------------ | ------------------------------------------------------ | ------------------------------------------------------ |
| 10    | Ouverture / Fermeture 29 août 2016 / — | Longueur —                                             | Durée —                                                | Nb. d’arrêts —                                         | Matériel Crossway Arway                                | Jours de fonctionnement L, Ma, Me, J, V, S             | Jour / Soir / Nuit / Fêtes O / N / N / N               | Voy. / an —                                            | Exploitant CAT 22 CAT 35                               |
| 10    | Desserte : - Ville et lieux desservis : Dinan, Lanvallay, Saint-Helen, La Vicomté-sur-Rance, Pleudihen-sur-Rance, Plouer, Pleslin, Tremereuc, Châteauneuf-d'Ille-et-Vilaine, Saint-Jouan-des-Guérets, Saint-Malo - Gares desservies : Gare de Dinan, Gare de Saint-Malo. |                                                        |                                                        |                                                        |                                                        |                                                        |                                                        |                                                        |                                                        |
| 10    | Autre : - Arrêts non accessibles aux PMR : - Amplitudes horaires : - Particularités : - Date de dernière mise à jour : 29 août 2016. |                                                        |                                                        |                                                        |                                                        |                                                        |                                                        |                                                        |                                                        |
| 10    | Dernière actualisation : — |                                                        |                                                        |                                                        |                                                        |                                                        |                                                        |                                                        |                                                        |
| 11    | Dinan — Gare Routière ⥋ Langrolay | Dinan — Gare Routière ⥋ Langrolay                      | Dinan — Gare Routière ⥋ Langrolay                      | Dinan — Gare Routière ⥋ Langrolay                      | Dinan — Gare Routière ⥋ Langrolay                      | Dinan — Gare Routière ⥋ Langrolay                      | Dinan — Gare Routière ⥋ Langrolay                      | Dinan — Gare Routière ⥋ Langrolay                      | Dinan — Gare Routière ⥋ Langrolay                      |
| 11    | Ouverture / Fermeture 29 août 2016 / — | Longueur —                                             | Durée —                                                | Nb. d’arrêts —                                         | Matériel Crossway Arway                                | Jours de fonctionnement L, Ma, Me, J, V, S             | Jour / Soir / Nuit / Fêtes O / N / N / N               | Voy. / an —                                            | Exploitant CAT 22                                      |
| 11    | Desserte : - Ville et lieux desservis : Dinan, Taden, Saint-Samson-sur-Rance, Plouer, Langrolay - Gares desservies : Gare de Dinan. |                                                        |                                                        |                                                        |                                                        |                                                        |                                                        |                                                        |                                                        |
| 11    | Autre : - Arrêts non accessibles aux PMR : - Amplitudes horaires : - Particularités : - Date de dernière mise à jour : 29 août 2016. |                                                        |                                                        |                                                        |                                                        |                                                        |                                                        |                                                        |                                                        |
| 11    | Dernière actualisation : — |                                                        |                                                        |                                                        |                                                        |                                                        |                                                        |                                                        |                                                        |
| 12    | Dinan — Gare Routière ⥋ Saint-Jacut-de-la-Mer — Église | Dinan — Gare Routière ⥋ Saint-Jacut-de-la-Mer — Église | Dinan — Gare Routière ⥋ Saint-Jacut-de-la-Mer — Église | Dinan — Gare Routière ⥋ Saint-Jacut-de-la-Mer — Église | Dinan — Gare Routière ⥋ Saint-Jacut-de-la-Mer — Église | Dinan — Gare Routière ⥋ Saint-Jacut-de-la-Mer — Église | Dinan — Gare Routière ⥋ Saint-Jacut-de-la-Mer — Église | Dinan — Gare Routière ⥋ Saint-Jacut-de-la-Mer — Église | Dinan — Gare Routière ⥋ Saint-Jacut-de-la-Mer — Église |
| 12    | Ouverture / Fermeture 29 août 2016 / — | Longueur —                                             | Durée —                                                | Nb. d’arrêts —                                         | Matériel Crossway Arway                                | Jours de fonctionnement L, Ma, Me, J, V, S             | Jour / Soir / Nuit / Fêtes O / N / N / N               | Voy. / an —                                            | Exploitant CAT 22                                      |
| 12    | Desserte : - Ville et lieux desservis : Dinan, Taden, Quevert, Languenan, Pleslin, Trigavou, Tremereuc, Ploubalay, Lancieux, Ploubalay, Tregon, Saint-Jacut-de-la-Mer - Gares desservies : Gare de Dinan.                                                                |                                                        |                                                        |                                                        |                                                        |                                                        |                                                        |                                                        |                                                        |
| 12    | Autre : - Arrêts non accessibles aux PMR : - Amplitudes horaires : - Particularités : - Date de dernière mise à jour : 29 août 2016. |                                                        |                                                        |                                                        |                                                        |                                                        |                                                        |                                                        |                                                        |
| 12    | Dernière actualisation : — |                                                        |                                                        |                                                        |                                                        |                                                        |                                                        |                                                        |                                                        |
| 13    | Dinan — Gare Routière ⥋ Saint-Cast-le-Guildo | Dinan — Gare Routière ⥋ Saint-Cast-le-Guildo           | Dinan — Gare Routière ⥋ Saint-Cast-le-Guildo           | Dinan — Gare Routière ⥋ Saint-Cast-le-Guildo           | Dinan — Gare Routière ⥋ Saint-Cast-le-Guildo           | Dinan — Gare Routière ⥋ Saint-Cast-le-Guildo           | Dinan — Gare Routière ⥋ Saint-Cast-le-Guildo           | Dinan — Gare Routière ⥋ Saint-Cast-le-Guildo           | Dinan — Gare Routière ⥋ Saint-Cast-le-Guildo           |
| 13    | Ouverture / Fermeture 29 août 2016 / — | Longueur —                                             | Durée —                                                | Nb. d’arrêts —                                         | Matériel Crossway Arway                                | Jours de fonctionnement L, Ma, Me, J, V, S             | Jour / Soir / Nuit / Fêtes O / N / N / N               | Voy. / an —                                            | Exploitant CAT 22                                      |
| 13    | Desserte : - Ville et lieux desservis : Dinan, Quevert, Corseul, Plancoët, Créhen, Saint-Lormel, Pluduno, Saint-Potan, Matignon, Saint-Cast-le-Guildo - Gares desservies : Gare de Dinan.                                                                                |                                                        |                                                        |                                                        |                                                        |                                                        |                                                        |                                                        |                                                        |
| 13    | Autre : - Arrêts non accessibles aux PMR : - Amplitudes horaires : - Particularités : - Date de dernière mise à jour : 29 août 2016. |                                                        |                                                        |                                                        |                                                        |                                                        |                                                        |                                                        |                                                        |
| 13    | Dernière actualisation : — |                                                        |                                                        |                                                        |                                                        |                                                        |                                                        |                                                        |                                                        |
| 14    | Saint-Cast-le-Guildo ⥋ Saint-Malo — Gare SNCF | Saint-Cast-le-Guildo ⥋ Saint-Malo — Gare SNCF          | Saint-Cast-le-Guildo ⥋ Saint-Malo — Gare SNCF          | Saint-Cast-le-Guildo ⥋ Saint-Malo — Gare SNCF          | Saint-Cast-le-Guildo ⥋ Saint-Malo — Gare SNCF          | Saint-Cast-le-Guildo ⥋ Saint-Malo — Gare SNCF          | Saint-Cast-le-Guildo ⥋ Saint-Malo — Gare SNCF          | Saint-Cast-le-Guildo ⥋ Saint-Malo — Gare SNCF          | Saint-Cast-le-Guildo ⥋ Saint-Malo — Gare SNCF          |
| 14    | Ouverture / Fermeture 29 août 2016 / — | Longueur —                                             | Durée —                                                | Nb. d’arrêts —                                         | Matériel Crossway Arway                                | Jours de fonctionnement L, Ma, Me, J, V, S             | Jour / Soir / Nuit / Fêtes O / N / N / N               | Voy. / an —                                            | Exploitant CAT 22                                      |
| 14    | Desserte : - Ville et lieux desservis : Saint-Cast-le-Guildo, Saint-Jacut-de-la-Mer, Tregon, Ploubalay, Lancieux, Saint-Malo - Gares desservies : Gare de Saint-Malo |                                                        |                                                        |                                                        |                                                        |                                                        |                                                        |                                                        |                                                        |
| 14    | Autre : - Arrêts non accessibles aux PMR : - Amplitudes horaires : - Particularités : - Date de dernière mise à jour : 29 août 2016. |                                                        |                                                        |                                                        |                                                        |                                                        |                                                        |                                                        |                                                        |
| 14    | Dernière actualisation : — |                                                        |                                                        |                                                        |                                                        |                                                        |                                                        |                                                        |                                                        |
| 15    | Dinan — Gare Routière ⥋ Jugon-les-Lacs | Dinan — Gare Routière ⥋ Jugon-les-Lacs                 | Dinan — Gare Routière ⥋ Jugon-les-Lacs                 | Dinan — Gare Routière ⥋ Jugon-les-Lacs                 | Dinan — Gare Routière ⥋ Jugon-les-Lacs                 | Dinan — Gare Routière ⥋ Jugon-les-Lacs                 | Dinan — Gare Routière ⥋ Jugon-les-Lacs                 | Dinan — Gare Routière ⥋ Jugon-les-Lacs                 | Dinan — Gare Routière ⥋ Jugon-les-Lacs                 |
| 15    | Ouverture / Fermeture 29 août 2016 / — | Longueur —                                             | Durée —                                                | Nb. d’arrêts —                                         | Matériel Crossway Arway                                | Jours de fonctionnement L, Ma, Me, J, V, S             | Jour / Soir / Nuit / Fêtes O / N / N / N               | Voy. / an —                                            | Exploitant CAT 22                                      |
| 15    | Desserte : - Ville et lieux desservis : Dinan, Plélan-le-Petit, Jugon-les-Lacs - Gares desservies : Gare de Dinan. |                                                        |                                                        |                                                        |                                                        |                                                        |                                                        |                                                        |                                                        |
| 15    | Autre : - Arrêts non accessibles aux PMR : - Amplitudes horaires : - Particularités : - Date de dernière mise à jour : 29 août 2016. |                                                        |                                                        |                                                        |                                                        |                                                        |                                                        |                                                        |                                                        |
| 15    | Dernière actualisation : — |                                                        |                                                        |                                                        |                                                        |                                                        |                                                        |                                                        |                                                        |
| 16    | Dinan — Gare Routière ⥋ Broons | Dinan — Gare Routière ⥋ Broons                         | Dinan — Gare Routière ⥋ Broons                         | Dinan — Gare Routière ⥋ Broons                         | Dinan — Gare Routière ⥋ Broons                         | Dinan — Gare Routière ⥋ Broons                         | Dinan — Gare Routière ⥋ Broons                         | Dinan — Gare Routière ⥋ Broons                         | Dinan — Gare Routière ⥋ Broons                         |
| 16    | Ouverture / Fermeture 29 août 2016 / — | Longueur —                                             | Durée —                                                | Nb. d’arrêts —                                         | Matériel Crossway Arway                                | Jours de fonctionnement L, Ma, Me, J, V, S             | Jour / Soir / Nuit / Fêtes O / N / N / N               | Voy. / an —                                            | Exploitant CAT 22                                      |
| 16    | Desserte : - Ville et lieux desservis : Dinan, Brusvily, Yvignac, Broons - Gares desservies : Gare de Dinan. |                                                        |                                                        |                                                        |                                                        |                                                        |                                                        |                                                        |                                                        |
| 16    | Autre : - Arrêts non accessibles aux PMR : - Amplitudes horaires : - Particularités : - Date de dernière mise à jour : 29 août 2016. |                                                        |                                                        |                                                        |                                                        |                                                        |                                                        |                                                        |                                                        |
| 16    | Dernière actualisation : — |                                                        |                                                        |                                                        |                                                        |                                                        |                                                        |                                                        |                                                        |
| 17    | Dinan — Gare Routière ⥋ Montauban-de-Bretagne | Dinan — Gare Routière ⥋ Montauban-de-Bretagne          | Dinan — Gare Routière ⥋ Montauban-de-Bretagne          | Dinan — Gare Routière ⥋ Montauban-de-Bretagne          | Dinan — Gare Routière ⥋ Montauban-de-Bretagne          | Dinan — Gare Routière ⥋ Montauban-de-Bretagne          | Dinan — Gare Routière ⥋ Montauban-de-Bretagne          | Dinan — Gare Routière ⥋ Montauban-de-Bretagne          | Dinan — Gare Routière ⥋ Montauban-de-Bretagne          |
| 17    | Ouverture / Fermeture 29 août 2016 / — | Longueur —                                             | Durée —                                                | Nb. d’arrêts —                                         | Matériel Crossway Arway                                | Jours de fonctionnement L, Ma, Me, J, V, S             | Jour / Soir / Nuit / Fêtes O / N / N / N               | Voy. / an —                                            | Exploitants CAT 22 Keolis Armor                        |
| 17    | Desserte : - Ville et lieux desservis : Dinan, Quevert, Trelivan, Le Hingle, Bobital, Brusvily, Plumaudan, Yvignac, Caulnes, Saint-Jouan-de-l'Isle, Quedillac, Saint-Meen, Montauban-de-Bretagne - Gares desservies : Gare de Dinan.                                     |                                                        |                                                        |                                                        |                                                        |                                                        |                                                        |                                                        |                                                        |
| 17    | Autre : - Arrêts non accessibles aux PMR : - Amplitudes horaires : - Particularités : - Date de dernière mise à jour : 29 août 2016. |                                                        |                                                        |                                                        |                                                        |                                                        |                                                        |                                                        |                                                        |
| 17    | Dernière actualisation : — |                                                        |                                                        |                                                        |                                                        |                                                        |                                                        |                                                        |                                                        |
| 18    | Dinan — Gare Routière ⥋ Aucaleuc | Dinan — Gare Routière ⥋ Aucaleuc                       | Dinan — Gare Routière ⥋ Aucaleuc                       | Dinan — Gare Routière ⥋ Aucaleuc                       | Dinan — Gare Routière ⥋ Aucaleuc                       | Dinan — Gare Routière ⥋ Aucaleuc                       | Dinan — Gare Routière ⥋ Aucaleuc                       | Dinan — Gare Routière ⥋ Aucaleuc                       | Dinan — Gare Routière ⥋ Aucaleuc                       |
| 18    | Ouverture / Fermeture 29 août 2016 / — | Longueur —                                             | Durée —                                                | Nb. d’arrêts —                                         | Matériel Crossway Arway                                | Jours de fonctionnement L, Ma, Me, J, V, S             | Jour / Soir / Nuit / Fêtes O / N / N / N               | Voy. / an —                                            | Exploitant CAT 22                                      |
| 18    | Desserte : - Ville et lieux desservis : Dinan, Léhon, Trelivan, Quevert, Aucaleuc - Gares desservies : Gare de Dinan. |                                                        |                                                        |                                                        |                                                        |                                                        |                                                        |                                                        |                                                        |
| 18    | Autre : - Arrêts non accessibles aux PMR : - Amplitudes horaires : - Particularités : - Date de dernière mise à jour : 29 août 2016. |                                                        |                                                        |                                                        |                                                        |                                                        |                                                        |                                                        |                                                        |
| 18    | Dernière actualisation : — |                                                        |                                                        |                                                        |                                                        |                                                        |                                                        |                                                        |                                                        |
| 19    | Saint-Brieuc — Gare Routière ⥋ Saint-Malo — Gare SNCF | Saint-Brieuc — Gare Routière ⥋ Saint-Malo — Gare SNCF  | Saint-Brieuc — Gare Routière ⥋ Saint-Malo — Gare SNCF  | Saint-Brieuc — Gare Routière ⥋ Saint-Malo — Gare SNCF  | Saint-Brieuc — Gare Routière ⥋ Saint-Malo — Gare SNCF  | Saint-Brieuc — Gare Routière ⥋ Saint-Malo — Gare SNCF  | Saint-Brieuc — Gare Routière ⥋ Saint-Malo — Gare SNCF  | Saint-Brieuc — Gare Routière ⥋ Saint-Malo — Gare SNCF  | Saint-Brieuc — Gare Routière ⥋ Saint-Malo — Gare SNCF  |
| 19    | Ouverture / Fermeture 30 août 2021 / — | Longueur —                                             | Durée —                                                | Nb. d’arrêts —                                         | Matériel —                                             | Jours de fonctionnement L, V                           | Jour / Soir / Nuit / Fêtes O / N / N / N               | Voy. / an —                                            | Exploitant CAT 22 CAT 35                               |
| 19    | Desserte : - Ville et lieux desservis : Saint-Brieuc, Lamballe, Jugon, Plélan-le-Petit, Dinan, Saint-Malo - Gares desservies : Gare de Saint-Brieuc, Gare de Dinan, Gare de Saint-Malo.                                                                                  |                                                        |                                                        |                                                        |                                                        |                                                        |                                                        |                                                        |                                                        |
| 19    | Autre : - Arrêts non accessibles aux PMR : - Amplitudes horaires : - Particularités : - Date de dernière mise à jour : 3 octobre 2021. |                                                        |                                                        |                                                        |                                                        |                                                        |                                                        |                                                        |                                                        |
| 19    | Dernière actualisation : — |                                                        |                                                        |                                                        |                                                        |                                                        |                                                        |                                                        |                                                        |

### Secteur de Lannion, Guingamp et Paimpol
Les secteurs de Lannion, de Guingamp et de Paimpol comprennent cinq lignes numérotées de 21 à 23, plus les lignes 25 et 27. La ligne 24 étant une ancienne ligne du réseau, faisant désormait partie du réseau urbain/périurbain GPM. La ligne 26 étant une ancienne ligne du réseau, faisant désormait partie du réseau urbain/périurbain TILT, renommé ligne M.
La ligne 20 est ajoutée dans cette section pour plus de praticité.
| Ligne | Caractéristiques | Caractéristiques                  | Caractéristiques                  | Caractéristiques                  | Caractéristiques                  | Caractéristiques                           | Caractéristiques                         | Caractéristiques                  | Caractéristiques                  |
| 20    | Carhaix-Plouguer ⥋ Loudéac | Carhaix-Plouguer ⥋ Loudéac        | Carhaix-Plouguer ⥋ Loudéac        | Carhaix-Plouguer ⥋ Loudéac        | Carhaix-Plouguer ⥋ Loudéac        | Carhaix-Plouguer ⥋ Loudéac                 | Carhaix-Plouguer ⥋ Loudéac               | Carhaix-Plouguer ⥋ Loudéac        | Carhaix-Plouguer ⥋ Loudéac        |
| ----- | --- | --------------------------------- | --------------------------------- | --------------------------------- | --------------------------------- | ------------------------------------------ | ---------------------------------------- | --------------------------------- | --------------------------------- |
| 20    | Ouverture / Fermeture 29 août 2016 / — | Longueur —                        | Durée —                           | Nb. d’arrêts —                    | Matériel Crossway Arway           | Jours de fonctionnement L, Ma, Me, J, V, S | Jour / Soir / Nuit / Fêtes O / N / N / N | Voy. / an —                       | Exploitant CAT 29                 |
| 20    | Desserte : - Ville et lieux desservis : Carhaix-Plouguer, Treffrin, Le Moustoir, Plevin, Paule, Trebrivan, Locarn, Maël-Carhaix, Kergrist, Glomel, Rostrenen, Plouguernevel, Gouarec, Saint-Gelven, Caurel, Mur-de-Bretagne, Saint-Guen, Saint-Caradec, Loudéac - Gares desservies : Gare de Loudéac. |                                   |                                   |                                   |                                   |                                            |                                          |                                   |                                   |
| 20    | Autre : - Arrêts non accessibles aux PMR : - Amplitudes horaires : - Particularités : - Date de dernière mise à jour : 29 août 2016. |                                   |                                   |                                   |                                   |                                            |                                          |                                   |                                   |
| 20    | Dernière actualisation : — |                                   |                                   |                                   |                                   |                                            |                                          |                                   |                                   |
| 21    | Guingamp ⥋ Rostrenen | Guingamp ⥋ Rostrenen              | Guingamp ⥋ Rostrenen              | Guingamp ⥋ Rostrenen              | Guingamp ⥋ Rostrenen              | Guingamp ⥋ Rostrenen                       | Guingamp ⥋ Rostrenen                     | Guingamp ⥋ Rostrenen              | Guingamp ⥋ Rostrenen              |
| 21    | Ouverture / Fermeture 29 août 2016 / — | Longueur —                        | Durée —                           | Nb. d’arrêts —                    | Matériel Crossway Arway           | Jours de fonctionnement L, Ma, Me, J, V, S | Jour / Soir / Nuit / Fêtes O / N / N / N | Voy. / an —                       | Exploitant CAT 22                 |
| 21    | Desserte : - Ville et lieux desservis : Guingamp, Bourbriac, Kerien, Lanrivain, Plounévez-Quintin, Rostrenen - Gares desservies : Gare de Guingamp. |                                   |                                   |                                   |                                   |                                            |                                          |                                   |                                   |
| 21    | Autre : - Arrêts non accessibles aux PMR : - Amplitudes horaires : - Particularités : - Date de dernière mise à jour : 29 août 2016. |                                   |                                   |                                   |                                   |                                            |                                          |                                   |                                   |
| 21    | Dernière actualisation : — |                                   |                                   |                                   |                                   |                                            |                                          |                                   |                                   |
| 22    | Guingamp ⥋ Plouha | Guingamp ⥋ Plouha                 | Guingamp ⥋ Plouha                 | Guingamp ⥋ Plouha                 | Guingamp ⥋ Plouha                 | Guingamp ⥋ Plouha                          | Guingamp ⥋ Plouha                        | Guingamp ⥋ Plouha                 | Guingamp ⥋ Plouha                 |
| 22    | Ouverture / Fermeture 29 août 2016 / — | Longueur —                        | Durée —                           | Nb. d’arrêts —                    | Matériel Crossway Arway           | Jours de fonctionnement L, Ma, Me, J, V, S | Jour / Soir / Nuit / Fêtes O / N / N / N | Voy. / an —                       | Exploitant CAT 22                 |
| 22    | Desserte : - Ville et lieux desservis : Guingamp, Le Merzer, Goudelin, Lanvollon, Plouha - Gares desservies : Gare de Guingamp. |                                   |                                   |                                   |                                   |                                            |                                          |                                   |                                   |
| 22    | Autre : - Arrêts non accessibles aux PMR : - Amplitudes horaires : - Particularités : - Date de dernière mise à jour : 29 août 2016. |                                   |                                   |                                   |                                   |                                            |                                          |                                   |                                   |
| 22    | Dernière actualisation : — |                                   |                                   |                                   |                                   |                                            |                                          |                                   |                                   |
| 23    | Guingamp ⥋ Loguivy-Plougras | Guingamp ⥋ Loguivy-Plougras       | Guingamp ⥋ Loguivy-Plougras       | Guingamp ⥋ Loguivy-Plougras       | Guingamp ⥋ Loguivy-Plougras       | Guingamp ⥋ Loguivy-Plougras                | Guingamp ⥋ Loguivy-Plougras              | Guingamp ⥋ Loguivy-Plougras       | Guingamp ⥋ Loguivy-Plougras       |
| 23    | Ouverture / Fermeture 29 août 2016 / — | Longueur —                        | Durée —                           | Nb. d’arrêts —                    | Matériel Crossway Arway           | Jours de fonctionnement L, Ma, Me, J, V, S | Jour / Soir / Nuit / Fêtes O / N / N / N | Voy. / an —                       | Exploitant CAT 22 Rouillard       |
| 23    | Desserte : - Ville et lieux desservis : Guingamp, Plouisy, Treglamus, Louargat, Belle-Isle-en-Terre, Plounévez-Moëdec, Loguivy-Plougras - Gares desservies : Gare de Guingamp. |                                   |                                   |                                   |                                   |                                            |                                          |                                   |                                   |
| 23    | Autre : - Arrêts non accessibles aux PMR : - Amplitudes horaires : - Particularités : - Date de dernière mise à jour : 29 août 2016. |                                   |                                   |                                   |                                   |                                            |                                          |                                   |                                   |
| 23    | Dernière actualisation : — |                                   |                                   |                                   |                                   |                                            |                                          |                                   |                                   |
| 25    | Paimpol - Gare SNCF ⥋ Lézardrieux | Paimpol - Gare SNCF ⥋ Lézardrieux | Paimpol - Gare SNCF ⥋ Lézardrieux | Paimpol - Gare SNCF ⥋ Lézardrieux | Paimpol - Gare SNCF ⥋ Lézardrieux | Paimpol - Gare SNCF ⥋ Lézardrieux          | Paimpol - Gare SNCF ⥋ Lézardrieux        | Paimpol - Gare SNCF ⥋ Lézardrieux | Paimpol - Gare SNCF ⥋ Lézardrieux |
| 25    | Ouverture / Fermeture 29 août 2016 / — | Longueur —                        | Durée 50 min                      | Nb. d’arrêts 31                   | Matériel Crossway Arway           | Jours de fonctionnement L, Ma, Me, J, V, S | Jour / Soir / Nuit / Fêtes O / N / N / N | Voy. / an —                       | Exploitant CAT 22                 |
| 25    | Desserte : - Ville et lieux desservis : Paimpol, Lézardrieux, Pleudaniel, Pleumeur-Gautier, Pleubian, Lanmodez - Gares desservies : Gare de Paimpol. |                                   |                                   |                                   |                                   |                                            |                                          |                                   |                                   |
| 25    | Autre : - Arrêts non accessibles aux PMR : - Amplitudes horaires : - Particularités : - Date de dernière mise à jour : 28 juin 2017. |                                   |                                   |                                   |                                   |                                            |                                          |                                   |                                   |
| 25    | Dernière actualisation : — |                                   |                                   |                                   |                                   |                                            |                                          |                                   |                                   |
| 27    | Lannion — Gare SNCF ⥋ Paimpol | Lannion — Gare SNCF ⥋ Paimpol     | Lannion — Gare SNCF ⥋ Paimpol     | Lannion — Gare SNCF ⥋ Paimpol     | Lannion — Gare SNCF ⥋ Paimpol     | Lannion — Gare SNCF ⥋ Paimpol              | Lannion — Gare SNCF ⥋ Paimpol            | Lannion — Gare SNCF ⥋ Paimpol     | Lannion — Gare SNCF ⥋ Paimpol     |
| 27    | Ouverture / Fermeture 29 août 2016 / — | Longueur —                        | Durée —                           | Nb. d’arrêts —                    | Matériel Crossway Arway           | Jours de fonctionnement L, Ma, Me, J, V, S | Jour / Soir / Nuit / Fêtes O / N / N / N | Voy. / an —                       | Exploitant CAT 22                 |
| 27    | Desserte : - Ville et lieux desservis : Lannion, Rospez, Trézény, Lanmerin, Coatreven, Langoat, La Roche-Derrien, Pommerit-Jaudy, Tréguier, Tredarzec, Pleumeur-Gautier, Pleudaniel, Lézardrieux, Paimpol - Gares desservies : Gare de Lannion, Gare de Paimpol.                                      |                                   |                                   |                                   |                                   |                                            |                                          |                                   |                                   |
| 27    | Autre : - Arrêts non accessibles aux PMR : - Amplitudes horaires : - Particularités : - Date de dernière mise à jour : 29 août 2016. |                                   |                                   |                                   |                                   |                                            |                                          |                                   |                                   |
| 27    | Dernière actualisation : — |                                   |                                   |                                   |                                   |                                            |                                          |                                   |                                   |

### Lignes interdépartementales
En plus des lignes interurbaines, le département des Côtes-d'Armor voit passer quatre lignes dites « interdépartementales », soit des lignes passant par deux départements.
| Ligne | Caractéristiques | Caractéristiques                                                    | Caractéristiques                                                    | Caractéristiques                                                    | Caractéristiques                                                    | Caractéristiques                                                    | Caractéristiques                                                    | Caractéristiques                                                    | Caractéristiques                                                    |
| NS    | Ligne Régionale Nord-Sud | Ligne Régionale Nord-Sud                                            | Ligne Régionale Nord-Sud                                            | Ligne Régionale Nord-Sud                                            | Ligne Régionale Nord-Sud                                            | Ligne Régionale Nord-Sud                                            | Ligne Régionale Nord-Sud                                            | Ligne Régionale Nord-Sud                                            | Ligne Régionale Nord-Sud                                            |
| NS    | Saint-Brieuc — Gare SNCF ⥋ Vannes — Gare SNCF ↔ Lorient — Gare SNCF | Saint-Brieuc — Gare SNCF ⥋ Vannes — Gare SNCF ↔ Lorient — Gare SNCF | Saint-Brieuc — Gare SNCF ⥋ Vannes — Gare SNCF ↔ Lorient — Gare SNCF | Saint-Brieuc — Gare SNCF ⥋ Vannes — Gare SNCF ↔ Lorient — Gare SNCF | Saint-Brieuc — Gare SNCF ⥋ Vannes — Gare SNCF ↔ Lorient — Gare SNCF | Saint-Brieuc — Gare SNCF ⥋ Vannes — Gare SNCF ↔ Lorient — Gare SNCF | Saint-Brieuc — Gare SNCF ⥋ Vannes — Gare SNCF ↔ Lorient — Gare SNCF | Saint-Brieuc — Gare SNCF ⥋ Vannes — Gare SNCF ↔ Lorient — Gare SNCF | Saint-Brieuc — Gare SNCF ⥋ Vannes — Gare SNCF ↔ Lorient — Gare SNCF |
| ----- | --- | ------------------------------------------------------------------- | ------------------------------------------------------------------- | ------------------------------------------------------------------- | ------------------------------------------------------------------- | ------------------------------------------------------------------- | ------------------------------------------------------------------- | ------------------------------------------------------------------- | ------------------------------------------------------------------- |
| NS    | Ouverture / Fermeture — / — | Longueur 125 à 130 km                                               | Durée 2h15 min                                                      | Nb. d’arrêts 12 à 17                                                | Matériel Iveco Bus Evadys 13 Iveco Bus Crossway HV 13               | Jours de fonctionnement L, Ma, Me, J, V, S, D                       | Jour / Soir / Nuit / Fêtes O / O / N / O                            | Voy. / an —                                                         | Exploitant CAT 22 CAT 56 (CTM)                                      |
| NS    | Desserte : - Ville desservis : Saint-Brieuc, Plaintel, L'Hermitage-Lorge, Uzel, La Motte, Loudéac, Saint-Gonnery, Saint-Gérand, Noyal-Pontivy, Pontivy, Locminé, Colpo, Locmaria-Grand-Champ, Vannes, Baud, Lorient. - Gares desservies : Gare de Saint-Brieuc, Gare de Plœuc - L'Hermitage, Gare de La Motte, Gare de Loudéac, Gare de Pontivy, Gare de Vannes, Gare de Lorient. |                                                                     |                                                                     |                                                                     |                                                                     |                                                                     |                                                                     |                                                                     |                                                                     |
| NS    | Autre : - Amplitudes horaires : les arrêts Saint-Gonnery, Saint-Gérand et Noyal-Pontivy Hôpital ne sont desservis qu'à certains horaires. - Arrêts accessibles aux PMR : Saint-Brieuc Aquabaie, Plaintel Mairie, La Motte Bel Air, Loudéac La Fourchette, Noyal-Pontivy Hôpital, Locminé Anne de Bretagne, Colpo Place Vicentina, Locmaria-Grand-Champ Air de covoiturage, Lorient Gare d'Échanges. - Particularités : - Ligne : elle se sépare dans deux directions différentes au niveau de Pontivy Gare SNCF, l'une pour aller en direction de Vannes et l'autre de Lorient. Ces deux villes ne sont pas reliées entre-elle par la ligne. - Intermodalité : SNCF, TER Bretagne ; BreizhGo ; TUB, PondiBUS, Kicéo, CTRL. - Date de dernière mise à jour : 3 octobre 2021. |                                                                     |                                                                     |                                                                     |                                                                     |                                                                     |                                                                     |                                                                     |                                                                     |
| NS    | Dernière actualisation : — |                                                                     |                                                                     |                                                                     |                                                                     |                                                                     |                                                                     |                                                                     |                                                                     |
| 30    | Ligne 30 | Ligne 30                                                            | Ligne 30                                                            | Ligne 30                                                            | Ligne 30                                                            | Ligne 30                                                            | Ligne 30                                                            | Ligne 30                                                            | Ligne 30                                                            |
| 30    | Lannion — Gare routière/SNCF ⥋ Morlaix — Gare SNCF |                                                                     |                                                                     |                                                                     |                                                                     |                                                                     |                                                                     |                                                                     |                                                                     |
| 30    | Ouverture / Fermeture — / — | Longueur 56 à 62 km                                                 | Durée 34 min à 1h20 min                                             | Nb. d’arrêts 54 à 55                                                | Matériel MAN Lion's Intercity                                       | Jours de fonctionnement L, Ma, Me, J, V, S                          | Jour / Soir / Nuit / Fêtes O / N / N / N                            | Voy. / an —                                                         | Exploitant Rolland-Kreisker                                         |
| 30    | Desserte : - Ville desservis : Lannion, Ploulec'h, Ploumilliau, Trédrez-Locquémeau, Saint-Michel-en-Grève, Tréduder, Plestin-les-Grèves, Locquirec, Guimaëc, Lanmeur, Garlan, Morlaix. - Gares desservies : Gare de Lannion, Gare de Morlaix. |                                                                     |                                                                     |                                                                     |                                                                     |                                                                     |                                                                     |                                                                     |                                                                     |
| 30    | Autre : - Amplitudes horaires : l'arrêt Trédrez-Locquémeau n'est desservi que sur demande. - Particularités : - Ligne : suivant les horaires, cette ligne est disponible en service express, de Lannion à Morlaix en direct, proposé par la CAT 22 depuis septembre 2021. - Intermodalité : SNCF, TER Bretagne ; BreizhGo ; TILT. - Exploitation : cette ligne était, depuis sa mise en service, exploitée par la CAT 22 (Transdev) qui a perdu le marché en septembre 2021. - Date de dernière mise à jour : 3 octobre 2021. |                                                                     |                                                                     |                                                                     |                                                                     |                                                                     |                                                                     |                                                                     |                                                                     |
| 30    | Dernière actualisation : — |                                                                     |                                                                     |                                                                     |                                                                     |                                                                     |                                                                     |                                                                     |                                                                     |
| 7     | BreizhGo - Ligne 7 | BreizhGo - Ligne 7                                                  | BreizhGo - Ligne 7                                                  | BreizhGo - Ligne 7                                                  | BreizhGo - Ligne 7                                                  | BreizhGo - Ligne 7                                                  | BreizhGo - Ligne 7                                                  | BreizhGo - Ligne 7                                                  | BreizhGo - Ligne 7                                                  |
| 7     | Dinard — Rue de la Gare ⥋ Rennes — Gare Routière |                                                                     |                                                                     |                                                                     |                                                                     |                                                                     |                                                                     |                                                                     |                                                                     |
| 7     | Ouverture / Fermeture — / — | Longueur 92 km                                                      | Durée 1h20 à 2h00 min                                               | Nb. d’arrêts 10 à 18                                                | Matériel Mercedes-Benz Intouro M                                    | Jours de fonctionnement L, Ma, Me, J, V, S, D                       | Jour / Soir / Nuit / Fêtes O / O / N / O                            | Voy. / an —                                                         | Transporteur Keolis Armor                                           |
| 7     | Desserte : - Villes desservies : Dinard, La Richardais, Pleurtuit, Tréméreuc, Pleslin-Trigavou, Dinan, Lanvallay, Évran, Bécherel, La Baussaine, Rennes. - Stations et gares desservies : République (métro), Gares (métro). |                                                                     |                                                                     |                                                                     |                                                                     |                                                                     |                                                                     |                                                                     |                                                                     |
| 7     | Autre : - Amplitudes horaires : l'arrêt Rennes Agrocampus est desservi uniquement le matin en semaine. L'arrêt Bécherel Centre est un arrêt de descente uniquement. - Particularités : - Intermodalité : SNCF, TER Bretagne ; BreizhGo ; MAT, Dinan Bus, STAR. - Date de dernière mise à jour : 15 août 2017. |                                                                     |                                                                     |                                                                     |                                                                     |                                                                     |                                                                     |                                                                     |                                                                     |
| 7     | Dernière actualisation : — |                                                                     |                                                                     |                                                                     |                                                                     |                                                                     |                                                                     |                                                                     |                                                                     |
| 12a   | BreizhGo - Ligne 12a | BreizhGo - Ligne 12a                                                | BreizhGo - Ligne 12a                                                | BreizhGo - Ligne 12a                                                | BreizhGo - Ligne 12a                                                | BreizhGo - Ligne 12a                                                | BreizhGo - Ligne 12a                                                | BreizhGo - Ligne 12a                                                | BreizhGo - Ligne 12a                                                |
| 12a   | Loudéac — Gare SNCF ⥋ Rennes — Gare Routière |                                                                     |                                                                     |                                                                     |                                                                     |                                                                     |                                                                     |                                                                     |                                                                     |
| 12a   | Ouverture / Fermeture — / — | Longueur 48 à 97 km                                                 | Durée 1h05 à 1h55 min                                               | Nb. d’arrêts 10 à 18                                                | Matériel Mercedes-Benz Intouro M                                    | Jours de fonctionnement L, Ma, Me, J, V, S, D                       | Jour / Soir / Nuit / Fêtes O / O / N / O                            | Voy. / an —                                                         | Transporteur Keolis Armor                                           |
| 12a   | Desserte : - Villes et lieux desservies : Loudéac, Plémet, Merdrignac, Saint-Méen-le-Grand, Montauban-de-Bretagne, Bédée, Rennes. - Stations et gares desservies : République (métro), Gares (métro). |                                                                     |                                                                     |                                                                     |                                                                     |                                                                     |                                                                     |                                                                     |                                                                     |
| 12a   | Autre : - Amplitudes horaires : certains départs se font à Saint-Méen-le-Grand. La ville de Bédée n'est desservis qu'à certains horaires. - Particularités : - Intermodalité : SNCF, TER Bretagne ; BreizhGo ; STAR. - Date de dernière mise à jour : 15 août 2017. |                                                                     |                                                                     |                                                                     |                                                                     |                                                                     |                                                                     |                                                                     |                                                                     |
| 12a   | Dernière actualisation : — |                                                                     |                                                                     |                                                                     |                                                                     |                                                                     |                                                                     |                                                                     |                                                                     |

## Évolution des lignes du réseau interurbain

### Le réseauTi'Bus

#### De 2005 à 2016
Le réseau Ti'Bus a été créé en 2005. Il succède à l'ancien réseau du conseil général des Côtes-d'Armor.

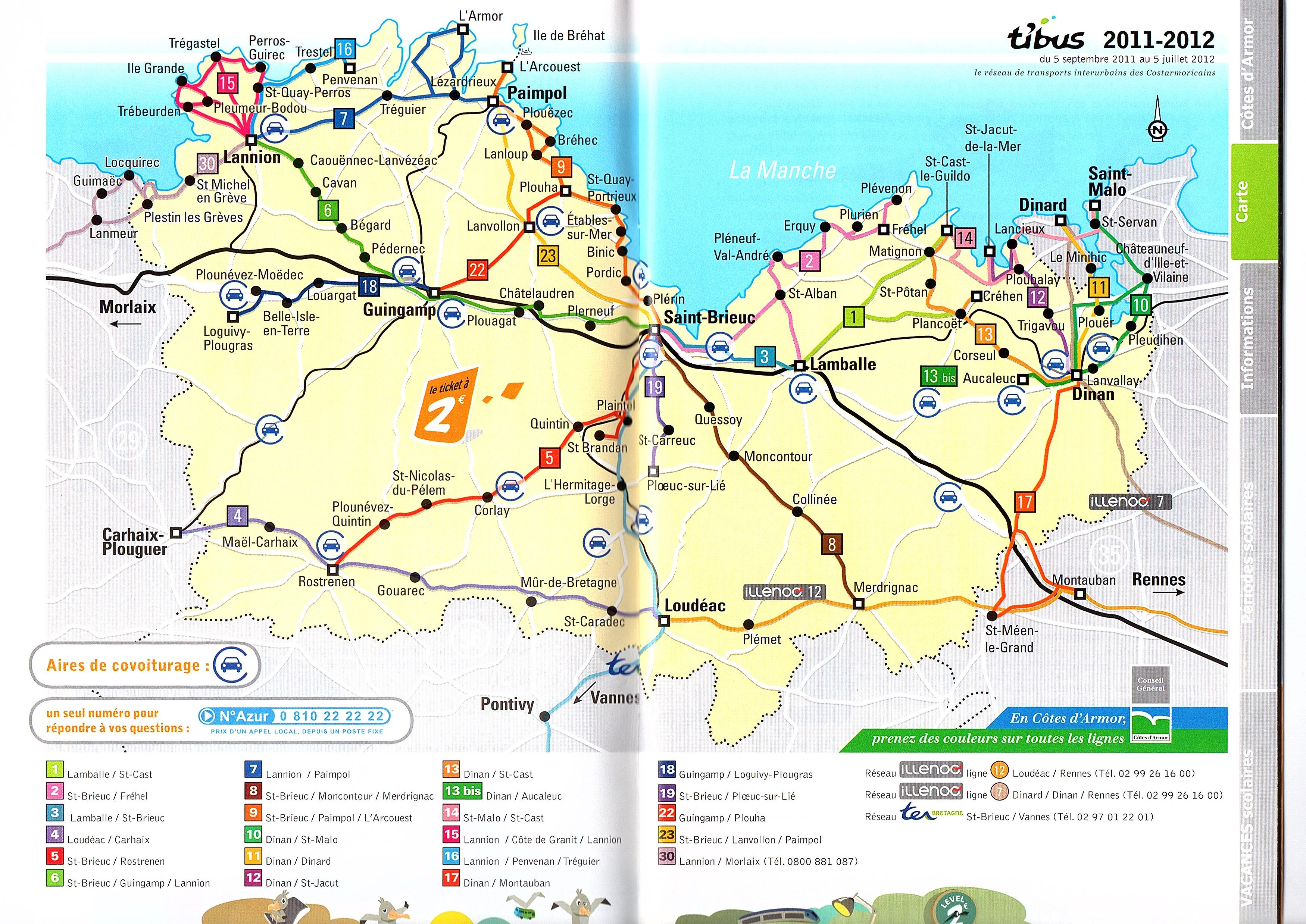
Carte Ti'Bus 2005 à 2016.

| No    | Date d'ouverture | Parcours                                                  | Réseau actuel (septembre 2016) |
| ----- | ---------------- | --------------------------------------------------------- | ------------------------------ |
| 1     | 2005             | Lamballe ↔ Plancoët Lamballe ↔ Saint-Cast-le-Guildo       | 31                             |
| 2     | 2005             | Cap Fréhel ↔ Saint-Brieuc Cap Fréhel ↔ Lamballe           | 2                              |
| 3     | 2005             | Saint-Brieuc ↔ Lamballe                                   | 3                              |
| 4     | 2005             | Loudéac ↔ Rostrenen ↔ Carhaix-Plouguer                    | 20                             |
| 5     | 2005             | Saint-Brieuc ↔ Quintin ↔ Rostrenen                        | 5                              |
| 6     | 2005             | Saint-Brieuc ↔ Guingamp ↔ Lannion                         | 6                              |
| 7     | 2005             | Lannion ↔ Paimpol Lannion ↔ Lézardrieux                   | 25 et 27                       |
| 8     | 2005             | Saint-Brieuc ↔ Merdrignac                                 | 8                              |
| 9     | 2005             | Saint-Brieuc ↔ Plouha ↔ Paimpol ↔ Pointe de L'Arcouest    | 1 et 24 (GPM)                  |
| 10    | 2005             | Dinan ↔ Saint-Malo                                        | 10                             |
| 11    | 2005             | Dinan ↔ Dinard                                            | 11                             |
| 12    | 2005             | Dinan ↔ Saint-Jacut-de-la-Mer                             | 12                             |
| 13    | 2005             | Dinan ↔ Plancoët ↔ Saint-Cast-le-Guildo                   | 13                             |
| 13bis |                  | Dinan ↔ Aucaleuc                                          | 18                             |
| 14    |                  | Saint-Malo ↔ Saint-Jacut-de-la-Mer ↔ Saint-Cast-le-Guildo | 14                             |
| 15    |                  | Lannion ↔ Côte de granit rose                             | D et E (TILT)                  |
| 16    |                  | Lannion ↔ Penvenan                                        | 26 puis M (TILT)               |
| 17    |                  | Dinan ↔ Montauban ↔ Saint-Méen-le-Grand                   | 17                             |
| 18    |                  | Guingamp ↔ Loguivy-Plougras                               | 23                             |
| 19    |                  | Saint-Brieuc ↔ Plœuc-sur-Lié                              | 7 (TUB)                        |
| 22    | 2009             | Guingamp ↔ Lanvollon ↔ Plouha                             | 22                             |
| 23    |                  | Saint-Brieuc ↔ Lanvollon ↔ Paimpol                        | 4                              |

#### De 2016 à 2025

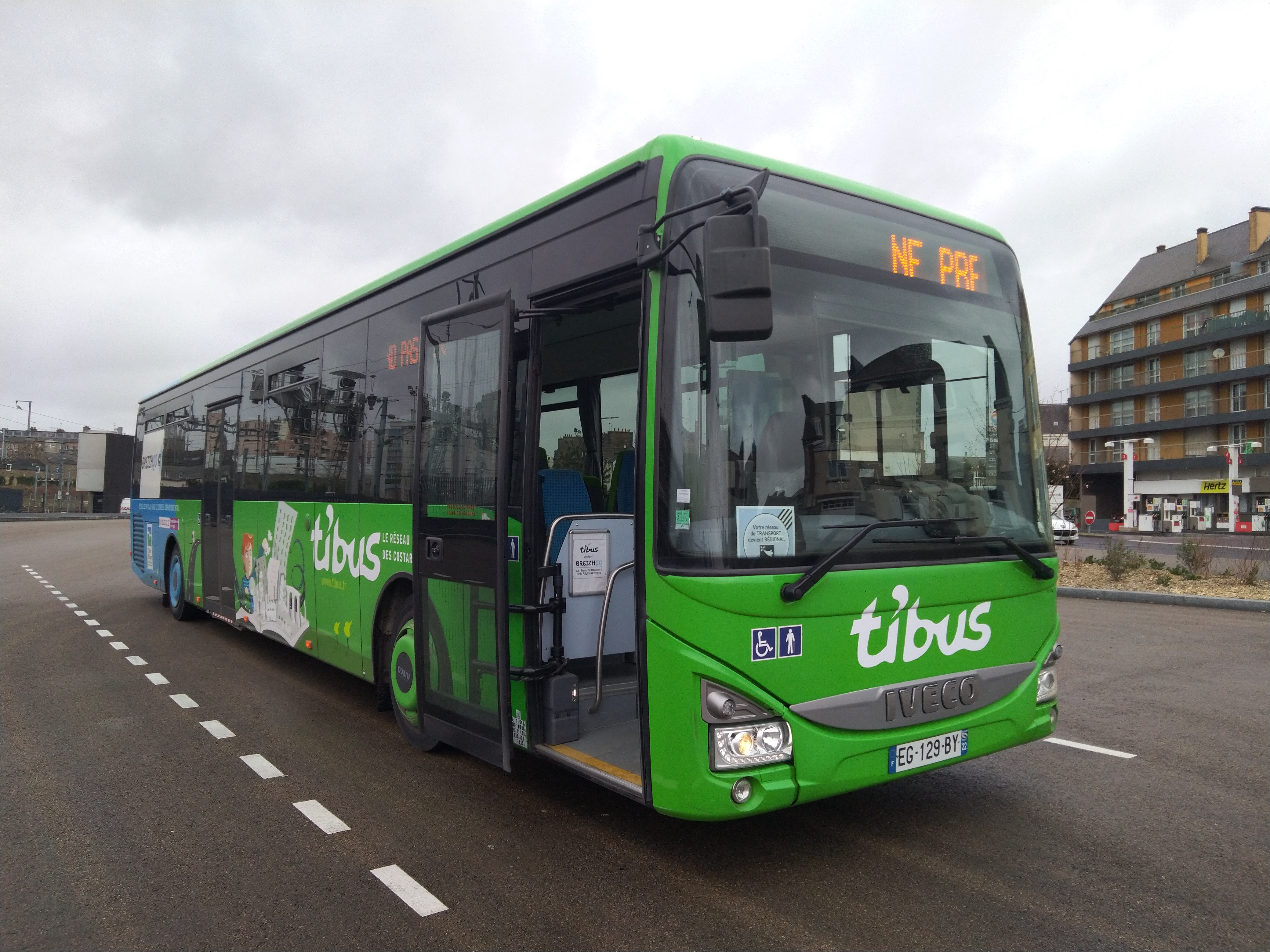
Iveco Bus Crossway LE.

Le réseau restructuré le 29 août 2016 a une nouvelle numérotation sectorielle : 
- Lignes 1 à 8 : bassin de Saint-Brieuc ;
- Lignes 10 à 18 : bassin de Dinan ;
- Lignes 20 à 27 : bassin de Lannion et ouest du département ;
- Lignes 31 et 32 : bassin de Lamballe (le numéro 30 est attribué à la ligne Lannion-Morlaix du réseau TILT qui ne dépend pas du réseau BreizhGo).

Les renumérotations sont les suivantes :
- La ligne 1 devient 31 ;
- La ligne 4 devient 20 ;
- La ligne 7 est éclatée en deux lignes : 25 (Paimpol-Pleubian-Lézardrieux) et 27 (Lannion-Paimpol) ;
- La ligne 9 est éclatée en deux lignes : 1 (St-Brieuc-Paimpol) et 24 (Paimpol-L’Arcouest) ;
- La ligne 13bis devient 18 ;
- La ligne 16 devient 26 ;
- La ligne 18 devient 23 ;
- La ligne 19 devient 7 ;
- La ligne 23 devient 4.

Trois nouvelles lignes sont créées :
- Ligne 15 (Dinan / Jugon-les-Lacs) ;
- Ligne 16 (Dinan / Broons) ;
- Ligne 21 (Guingamp / Rostrenen).

Le réseau a des lignes spécifiques :
- Lignes CHNS (Cars à haut niveau de service) : les nouvelles lignes 1 et 2 (Saint-Brieuc-Paimpol et Saint-Brieuc-Cap Fréhel) auront une offre commerciale développée ainsi que de nombreux services à bord ;
- Lignes structurantes : les nouvelles lignes 5 et 10 (St-Brieuc-Rostrenen et Dinan-Saint-Malo) auront une offre commerciale adaptée. Un renforcement des horaires pour les trajets domicile/travail sera réalisé ;
- Lignes maillage : un renfort de ligne sera établi avec des véhicules scolaires pour les élèves et étudiants. Les lignes seront soutenues par des services de transport à la demande.

### Anciennes lignes interurbaines
| Ligne | Caractéristiques | Caractéristiques                                                       | Caractéristiques                                                       | Caractéristiques                                                       | Caractéristiques                                                       | Caractéristiques                                                       | Caractéristiques                                                       | Caractéristiques                                                       | Caractéristiques                                                       |
| 7     | Saint-Brieuc — Gare Routière ⥋ Plœuc-L'Hermitage — Bourg | Saint-Brieuc — Gare Routière ⥋ Plœuc-L'Hermitage — Bourg               | Saint-Brieuc — Gare Routière ⥋ Plœuc-L'Hermitage — Bourg               | Saint-Brieuc — Gare Routière ⥋ Plœuc-L'Hermitage — Bourg               | Saint-Brieuc — Gare Routière ⥋ Plœuc-L'Hermitage — Bourg               | Saint-Brieuc — Gare Routière ⥋ Plœuc-L'Hermitage — Bourg               | Saint-Brieuc — Gare Routière ⥋ Plœuc-L'Hermitage — Bourg               | Saint-Brieuc — Gare Routière ⥋ Plœuc-L'Hermitage — Bourg               | Saint-Brieuc — Gare Routière ⥋ Plœuc-L'Hermitage — Bourg               |
| ----- | --- | ---------------------------------------------------------------------- | ---------------------------------------------------------------------- | ---------------------------------------------------------------------- | ---------------------------------------------------------------------- | ---------------------------------------------------------------------- | ---------------------------------------------------------------------- | ---------------------------------------------------------------------- | ---------------------------------------------------------------------- |
| 7     | Ouverture / Fermeture 29 août 2016 / 1er septembre 2018 | Longueur —                                                             | Durée —                                                                | Nb. d’arrêts —                                                         | Matériel Crossway                                                      | Jours de fonctionnement L, Ma, Me, J, V, S                             | Jour / Soir / Nuit / Fêtes O / N / N / N                               | Voy. / an —                                                            | Exploitants CAT 22 Rouillard                                           |
| 7     | Desserte : - Ville et lieux desservis : Saint-Brieuc, Plédran, Saint-Carreuc, Hénon, Plœuc-L'Hermitage - Gares desservies : Gare de Saint-Brieuc. |                                                                        |                                                                        |                                                                        |                                                                        |                                                                        |                                                                        |                                                                        |                                                                        |
| 7     | Autre : - Arrêts non accessibles aux PMR : - Amplitudes horaires : - Particularités : Le 3 septembre 2018, la ligne sera transférée aux transports urbains briochins. - Intermodalité : lignes 70 des TUB en correspondance. - Date de dernière mise à jour : 15 août 2018.                                                                                           |                                                                        |                                                                        |                                                                        |                                                                        |                                                                        |                                                                        |                                                                        |                                                                        |
| 7     | Dernière actualisation : — |                                                                        |                                                                        |                                                                        |                                                                        |                                                                        |                                                                        |                                                                        |                                                                        |
| 24    | Paimpol - Gare SNCF ⥋ Pointe de L'Arcouest | Paimpol - Gare SNCF ⥋ Pointe de L'Arcouest                             | Paimpol - Gare SNCF ⥋ Pointe de L'Arcouest                             | Paimpol - Gare SNCF ⥋ Pointe de L'Arcouest                             | Paimpol - Gare SNCF ⥋ Pointe de L'Arcouest                             | Paimpol - Gare SNCF ⥋ Pointe de L'Arcouest                             | Paimpol - Gare SNCF ⥋ Pointe de L'Arcouest                             | Paimpol - Gare SNCF ⥋ Pointe de L'Arcouest                             | Paimpol - Gare SNCF ⥋ Pointe de L'Arcouest                             |
| 24    | Ouverture / Fermeture 29 août 2016 / janvier 2020 | Longueur —                                                             | Durée —                                                                | Nb. d’arrêts —                                                         | Matériel Crossway Arway                                                | Jours de fonctionnement L, Ma, Me, J, V, S, D                          | Jour / Soir / Nuit / Fêtes O / N / N / N                               | Voy. / an —                                                            | Exploitant CAT 22                                                      |
| 24    | Desserte : - Ville et lieux desservis : Paimpol, Ploubazlanec, L'Arcouest - Gares desservies : Gare de Paimpol. |                                                                        |                                                                        |                                                                        |                                                                        |                                                                        |                                                                        |                                                                        |                                                                        |
| 24    | Autre : - Arrêts non accessibles aux PMR : - Amplitudes horaires : - Particularités : La ligne 24 a été transférée à Guingamp-Paimpol Agglomération et est désormais une ligne GPM. - Date de dernière mise à jour : 1er juin 2020. |                                                                        |                                                                        |                                                                        |                                                                        |                                                                        |                                                                        |                                                                        |                                                                        |
| 24    | Dernière actualisation : — |                                                                        |                                                                        |                                                                        |                                                                        |                                                                        |                                                                        |                                                                        |                                                                        |
| 26    | Lannion — Gare SNCF ⥋ Penvenan | Lannion — Gare SNCF ⥋ Penvenan                                         | Lannion — Gare SNCF ⥋ Penvenan                                         | Lannion — Gare SNCF ⥋ Penvenan                                         | Lannion — Gare SNCF ⥋ Penvenan                                         | Lannion — Gare SNCF ⥋ Penvenan                                         | Lannion — Gare SNCF ⥋ Penvenan                                         | Lannion — Gare SNCF ⥋ Penvenan                                         | Lannion — Gare SNCF ⥋ Penvenan                                         |
| 26    | Ouverture / Fermeture 29 août 2016 / 1er septembre 2018 | Longueur —                                                             | Durée —                                                                | Nb. d’arrêts —                                                         | Matériel Crossway Arway                                                | Jours de fonctionnement L, Ma, Me, J, V, S                             | Jour / Soir / Nuit / Fêtes O / N / N / N                               | Voy. / an —                                                            | Exploitant CAT 22                                                      |
| 26    | Desserte : - Ville et lieux desservis : Lannion, Louannec, Trelevern, Trévou-Tréguignec, Penvenan - Gares desservies : Gare de Lannion. |                                                                        |                                                                        |                                                                        |                                                                        |                                                                        |                                                                        |                                                                        |                                                                        |
| 26    | Autre : - Arrêts non accessibles aux PMR : - Amplitudes horaires : - Particularités : Au 3 septembre 2018, la ligne 26 est transférée à Lannion-Trégor Communauté. - Date de dernière mise à jour : 15 août 2018. |                                                                        |                                                                        |                                                                        |                                                                        |                                                                        |                                                                        |                                                                        |                                                                        |
| 26    | Dernière actualisation : — |                                                                        |                                                                        |                                                                        |                                                                        |                                                                        |                                                                        |                                                                        |                                                                        |
| 32    | Lamballe — Gare Routière ⥋ Pléneuf-Val-André — Église ↔ Erquy — Église | Lamballe — Gare Routière ⥋ Pléneuf-Val-André — Église ↔ Erquy — Église | Lamballe — Gare Routière ⥋ Pléneuf-Val-André — Église ↔ Erquy — Église | Lamballe — Gare Routière ⥋ Pléneuf-Val-André — Église ↔ Erquy — Église | Lamballe — Gare Routière ⥋ Pléneuf-Val-André — Église ↔ Erquy — Église | Lamballe — Gare Routière ⥋ Pléneuf-Val-André — Église ↔ Erquy — Église | Lamballe — Gare Routière ⥋ Pléneuf-Val-André — Église ↔ Erquy — Église | Lamballe — Gare Routière ⥋ Pléneuf-Val-André — Église ↔ Erquy — Église | Lamballe — Gare Routière ⥋ Pléneuf-Val-André — Église ↔ Erquy — Église |
| 32    | Ouverture / Fermeture 29 août 2016 / 4 janvier 2020 | Longueur 19 à 29 km                                                    | Durée 35 à 40 min                                                      | Nb. d’arrêts 10 à 12 (+ 4 scolaires)                                   | Matériel Crossway Arway                                                | Jours de fonctionnement L, Ma, Me, J, V, S                             | Jour / Soir / Nuit / Fêtes O / N / N / N                               | Voy. / an —                                                            | Exploitant CAT 22                                                      |
| 32    | Desserte : - Ville et lieux desservis : Lamballe, Saint-Alban, Pléneuf-Val-André, Erquy - Gares desservies : Gare de Lamballe. |                                                                        |                                                                        |                                                                        |                                                                        |                                                                        |                                                                        |                                                                        |                                                                        |
| 32    | Autre : - Arrêts accessibles aux PMR : Lamballe Gare SNCF. - Amplitudes horaires : les arrêts scolaires sont desservis qu'à la sortie des écoles. La ville de Erquy n'est desservie que durant l'été (correspondance avec la ligne 2). - Particularités : Au 6 janvier 2020, la ligne 32 est transférée à Distribus - Date de dernière mise à jour : 26 février 2020. |                                                                        |                                                                        |                                                                        |                                                                        |                                                                        |                                                                        |                                                                        |                                                                        |
| 32    | Dernière actualisation : — |                                                                        |                                                                        |                                                                        |                                                                        |                                                                        |                                                                        |                                                                        |                                                                        |

## Réseau de lignes scolaires

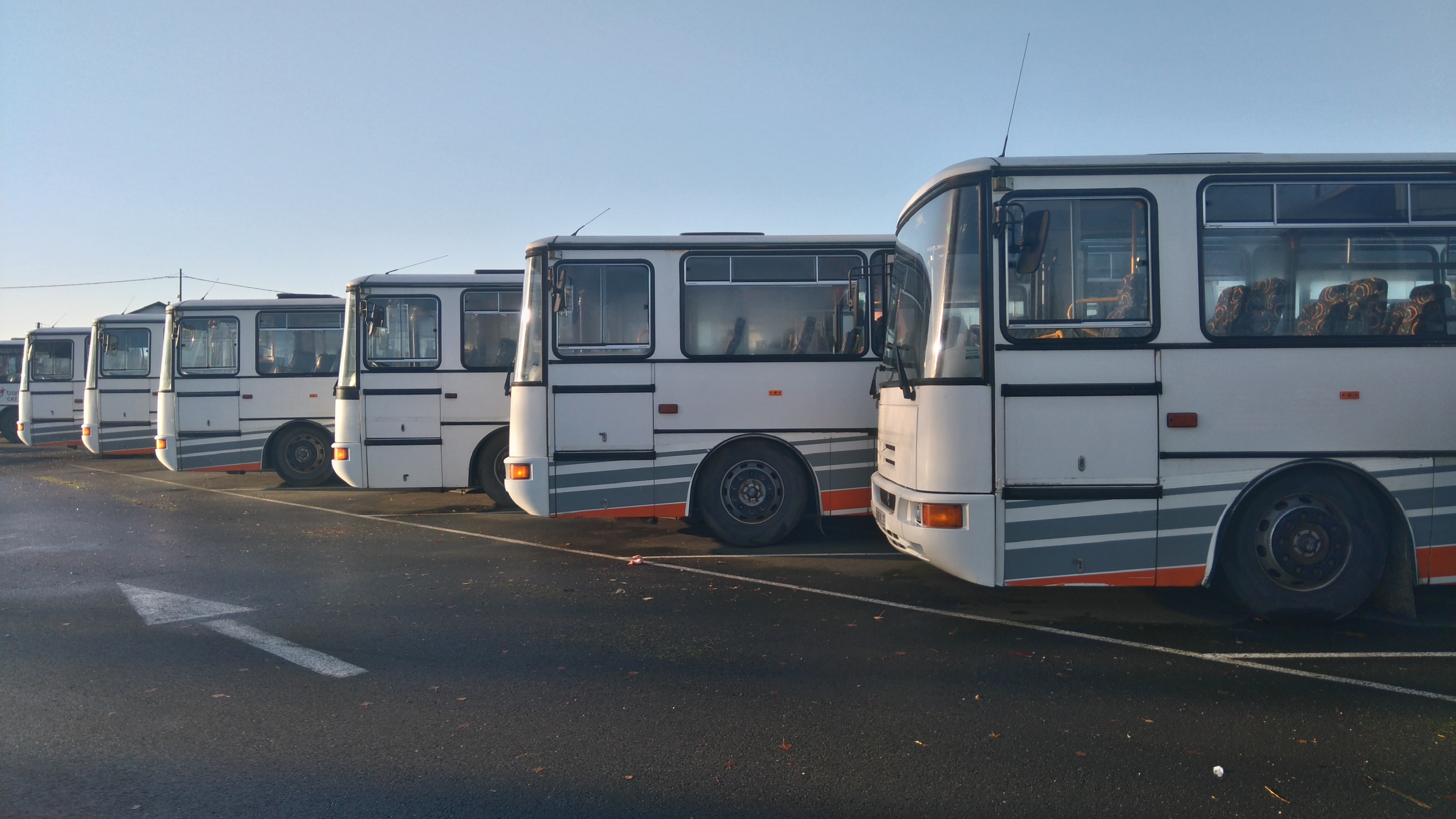
Anciens véhicules de transport scolaire.

Le Conseil départemental des Côtes-d'Armor possède une centaine de lignes scolaires sur le département exploitées par plusieurs transporteurs. Pour consulter ces lignes, voir le site webhoraires.cotesdarmor.fr.